# أناند تيواري
أناند تيواري هو ممثل هندي، ولد في 29 مايو 1983 بمومباي في الهند.

## أعمال

### أفلام
- (2008) مليونير متشرد
- (2010) كايتس
- (2010) لعبة عادلة[4]

## وصلات خارجية
- أناند تيواري على موقع IMDb (الإنجليزية)
- أناند تيواري على موقع ألو سيني (الفرنسية)
- أناند تيواري على موقع أول موفي (الإنجليزية)
- أناند تيواري على موقع قاعدة بيانات الفيلم (الإنجليزية)
- أناند تيواري على موقع كينوبويسك (الروسية)